# Comitato Olimpico Nazionale Sammarinese
Das Comitato Olimpico Nazionale Sammarinese (kurz: C.O.N.S) ist das nationale Olympische Komitee und die Dachorganisation der 31 Sportverbände mit rund 9.000 Mitgliedern in der Republik San Marino. Der Hauptsitz befindet sich in Serravalle im Gebäude der Sportarena Multieventi Sport Domus.

## Geschichte
Am 3. April 1959 wurde auf Beschluss der Capitani Reggenti das Nationale Olympische Komitee von San Marino gegründet. Im gleichen Jahr wurde CONS durch das Internationale Olympische Komitee (IOC) anerkannt und 1968 Mitglied des Europäischen Olympischen Komitees (EOC). 1979 trat CONS der Vereinigung des Nationalen Olympischen Komitees (ACNO) bei. Im Juni 1993 wurde CONS vom Comité international des Jeux méditerranéens (ICMG) anerkannt. 2006 wurde das Museo dello sport e dell'olimpismo am Stadio Olimpico di Serravalle eingeweiht.
San Marino debütierte bei den Olympischen Sommerspielen 1960 in Rom. Danach folgten Teilnahmen zum Beispiel in Barcelona (1992), Atlanta (1996), Sydney (2000), Athen (2004), Peking (2008) und London (2012). San Marino nahm auch an den Olympischen Winterspielen in Innsbruck (1976), Sarajevo (1984), Calgary (1988), Albertville (1992), Lillehammer (1994), Salt Lake City (2002), Turin (2006) und Vancouver (2010) teil. Bei den Olympischen Sommerspielen 2020 in Tokio gewann die Bronzemedaillengewinnerin Alessandra Perilli im Trapschießen der Frauen die erste olympische Medaille für San Marino.
Seit 1985 ist CONS an den Spielen der kleinen Staaten von Europa beteiligt. San Marino war auch Austragungsort der Spiele in den Jahren 1985 und 2001. Die Sportler aus San Marino erreichten bei diesen Spielen (Stand 2014) 55 Gold-, 93 Silber- und 118 Bronzemedaillen.

## Bekannte Sportler
- Diego Mularoni
- Marino Cardelli
- Christian Bernardi
- Dino Crescentin
- Graziella Santini
- Leo Franciosi
- Emanuele Nicolini
- Alex De Angelis
- Manuel Poggiali
- Mirko Bugli
- Daniela Del Din
- Francesco Amici
- Emanuela Felici
- Francesco Tabarini
- Alfredo Tabarini
- Lucía Castiglioni
- Elena Matous